# Amphissa acuminata
Amphissa acuminata is een slakkensoort uit de familie van de Columbellidae. De wetenschappelijke naam van de soort is voor het eerst geldig gepubliceerd in 1915 door Smith.